# Alejandra López
María Alejandra López Pérez  (Pereira, 2 de septiembre de 1994) es una modelo y reina de belleza colombiana, reconocida por haber representado al departamento de Risaralda en el concurso Señorita Colombia 2013, donde obtuvo el título de Primera Princesa Nacional. Fue también Miss Grand Colombia 2023, y representó a Colombia en Miss Grand International 2023 donde obtuvo el lugar de segunda finalista, el cual se llevó a cabo durante el mes de octubre de 2023.
Como parte de sus compromisos con el CNB, fue embajadora de Colombia en los eventos Reina Hispanoamericana 2013, en Bolivia, y Miss Caraïbes Hibiscus 2014, en la Isla San Martín, ganando ambos certámenes. En septiembre de 2015, fue coronada Miss Mundo Colombia, lo que le permitió portar la banda de su país en la 65.a edición de Miss Mundo.

## Biografía
María Alejandra nació en 1994, en Pereira, Risaralda, Colombia. Se considera una mujer espiritual y tranquila. Estudio Ingeniería industrial en la Universidad Sergio Arboleda, en su país de origen, y habla tres idiomas: español, inglés y francés. Es aficionada a las matemáticas y a la música del fallecido cantautor colombiano Joe Arroyo. Su madre también fue reina, en un reinado local de Risaralda en 1990. De niña, vivió durante varios años en Estados Unidos.

## Trayectoria en los concursos de belleza

### Señorita Colombia 2013

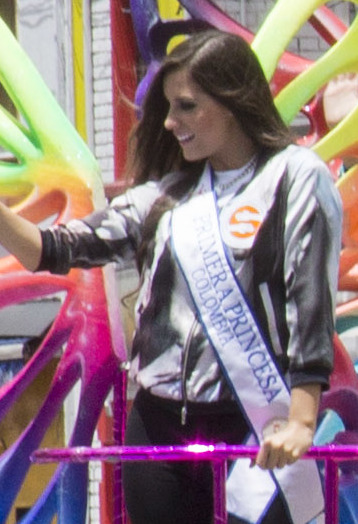
María Alejandra López, durante la Caminata de la Solidaridad por Colombia de 2013.

Alejandra fue la encargada de representar al departamento de Risaralda en el concurso Señorita Colombia 2013. Durante los retos previos la noche final, obtuvo un reconocimiento denominado Rostro Jolie, el cual, en ese momento, era otorgado a la mujer con el rostro más fotogénico del certamen. En la velada de elección y coronación, alcanzó puntajes de 9.6 en traje de gala y 9.8 en traje de baño, lo que la ubicó en el Top 5 de la competencia. Finalmente, se ubicó en el tercer lugar, consolidándose como Primera Princesa. La ganadora de la edición fue Paulina Vega, de Atlántico, quien, posteriormente, se convertiría en Miss Universo 2014.

### Reina Hispanoamericana 2013
A finales de 2013, Alejandra viajó a Bolivia para competir por la corona de Reina Hispanoamericana 2013, junto a 22 candidatas de varios países de habla hispana. Estando en concentración, ganó los concursos de Mejor cabellera y Mejor figura, lo que la catapultó como una de las participantes más opcionadas a ganar el título principal. El 12 de diciembre, día de la coronación, se convirtió en la tercera colombiana triunfadora en este certamen de belleza.

### Miss Caraïbes Hibiscus 2014
El 6 de diciembre de 2014, en la Isla de San Martín, Alejandra disputó la corona de Miss Caraïbes Hibiscus 2014, enfrentándose a 8 candidatas de algunos territorios del Caribe y América. Allí, ganó el premio de Miss Fotogénica y, por último, alcanzó la segunda corona de Colombia en este concurso.

### Miss Mundo Colombia 2015
Alejandra decidió representar a Risaralda en el concurso Miss Mundo Colombia 2015, realizado el 5 de septiembre del mismo año en la ciudad de Bogotá. Su desempeño preliminar le permitió conseguir algunos premios importantes, como Miss Amistad, Mejor Rostro, Mejor Sonrisa, Mejor Cabello, Ojos Más Bellos y Madrina de la Guardia Presidencial. Al final del evento, Alejandra le brindó la segunda corona a Risaralda en la historia del Miss Mundo Colombia, iniciando un proceso de preparación con miras al certamen internacional.

### Miss Mundo 2015
El 19 de diciembre de 2015, en la ciudad de Sanya, China, Alejandra participó por la corona de Miss Mundo 2015, con alrededor de 113 candidatas de varios países y territorios autónomos, donde no clasificó entre las semifinalistas.

### Miss Universe Colombia 2020
En 2020, Alejandra se inscribió y fue precandidata por el departamento de Risaralda para el concurso Miss Universe Colombia, dirigido por la exreina de belleza Natalie Ackermann, elegida Miss Alemania en 2006, el cual busca escoger a la representante de Colombia en Miss Universo. Sin embargo, poco tiempo después, Alejandra decidió declinar de su participación debido a motivos personales, regresando, de manera sorpresiva, al año siguiente.

### Miss Universe Colombia 2021
Alejandra volvió a aspirar al título de Miss Universe Colombia en 2021, presentando nuevamente los filtros y procesos de casting para la selección de las candidatas. Luego de esto, fue oficializada como Miss Risaralda, emprendiendo su preparación para la contienda nacional, que tuvo lugar en el mes de octubre y en la que se adjudicó el título de Primera Finalista.

### Miss Grand Colombia 2023
Alejandra fue oficializada para representar al Eje Cafetero en el concurso Miss Grand Colombia 2023, realizado el 18 de junio del mismo año en la ciudad de Bogotá. Su desempeño preliminar le permitió conseguir el premio como Mejor Piel. Al final del evento, Alejandra le brindó la primera corona al Eje Cafetero en la historia del Miss Grand Colombia, iniciando un proceso de preparación con miras al certamen internacional.

### Títulos internacionales
| Predecesor: Andina Julie      | Miss Grand Internacional 2023 (2.ª Finalista) 2023 | Sucesor: Thae Su Nyein           |
| Predecesor: Brigitte Golabkan | Miss Caraïbes Hibiscus 2014                        | Sucesor: Karla Peniche Hernández |
| Predecesor: Sarodj Bertin     | Reina Hispanoamericana 2013                        | Sucesor: Romina Rocamonje        |

### Títulos nacionales
| Predecesor: Priscilla Londoño  | Miss Grand Colombia 2023                         | Sucesor: María Angélica Valero |
| Predecesor: Jennifer Pulgarín  | Miss Universe Colombia 2021 (1.ª Finalista) 2021 | Sucesor: Adriana Numa          |
| Predecesor: Alejandra Buitrago | Miss Universe Risaralda 2021                     | Sucesor: Valentina Valderrama  |
| Predecesor: Jessica García     | Miss Mundo Colombia 2015                         | Sucesor: Shirley Atehortua     |
| Predecesor: Ana María Quinchia | Miss Mundo Risaralda 2015                        | Sucesor: Shirley Atehortua     |
| Predecesor: Yuliana Mejia      | Miss Caraïbes Hibiscus Colombia 2014             | Sucesor: -                     |
| Predecesor: Jennifer Martínez  | Señorita Colombia Hispanoamericana 2013          | Sucesor: Cindy Clavijo         |
| Predecesor: Margarita Peralta  | Primera Princesa Nacional de la Belleza 2013     | Sucesor: Jessica Castañeda     |
| Predecesor: Laura Alzate       | Señorita Risaralda 2013                          | Sucesor: Manuela Velasco       |